# Kitrino Galazio
Kitrino Galazio (en español: "Amarillo, azul") es el segundo álbum de estudio de la cantante greco-chipriota Anna Vissi. Fue lanzado en Grecia y Chipre por el sello EMI Music en 1979. Es el primer álbum de Anna después de abandonar el sello Minos. Este álbum fue disco de platino y uno de los más vendidos en Grecia en 1979.

## Acerca del álbum
Anna Vissi había abandonado el sello Minos, buscando adentrarse en el género Pop en su segundo disco. El álbum fue muy bien recibido por el público, y su corte difusión, "Aftos Pou Perimeno", inmediatamente se volvió un éxito y fue una de las canciones más escuchadas de 1979. 
En 1987, "Kitrino Galazio" estaba entre la selección de los álbumes que Minos EMI decidió lanzar en CD, ya que todavía era popular.
En 2006, fue lanzada una edición remasterizada de este álbum, incluyendo varios remixes del tema "Aftos Pou Perimeno".
Las canciones fueron escritas y compuestas por Takis Mpougas, I. Kalamitsi, Daniel Deschenes, G. Kanellopoulou, S. Blassopoulou, G. Kanellopoulou, Sakari, Psylla, y Anna Vissi.

## Listado de temas
Versión Original (1979)
1. "Kitrino Galazio Kai Meneksedi"
2. "Tote Tha Fygo"
3. "Ti Ta Theleis"
4. "Kai Si Milas"
5. "Mi Stenoxoriese Kai Exei O Theos"
6. "Bres Ton Tropo"
7. "Aftos Pou Perimeno"
8. "Magapas"
9. "Dyskolos Kairos"
10. "Agapi Mou"
11. "Toulachiston"
12. "To Etos Tou Paidiou"

Edición Remasterizada (2006)
1. "Kitrino Galazio Kai Meneksedi"
2. "Tote Tha Fygo"
3. "Ti Ta Theleis"
4. "Kai Si Milas"
5. "Mi Stenoxoriese Kai Exei O Theos"
6. "Bres Ton Tropo"
7. "Aftos Pou Perimeno"
8. "Magapas"
9. "Dyskolos Kairos"
10. "Agapi Mou"
11. "Toulachiston"
12. "To Etos Tou Paidiou"
13. "Autos Pou Perimeno" (Dream In The House Mix)
14. "Autos Pou Perimeno" (Anna's Dream Mix)

## Créditos
| - Daniel Deschenes - música - Dimitris Iatropoulos - letra - Ioannis Kalamitsis - letra - Giorgos Kanellopoulos - letra - Takis Mpougas - música - Anna Vissi - voz, música - Marianna Sakari - música, letra | Producción - Kostas Fasolas - productor, ingeniero de grabación en Studio ERA - Giorgos Niarchos - arreglos, instrumentación, dirección orquestal - Charalambos Mpiris - asistente de ingeniero de grabación en Studio ERA Diseño - Christos Christodoulidis - fotografía - Dimitris Arvanitis - diseño de cubierta |

Créditos adaptados de las notas del álbum